# Vonalhasonlat
A Vonalhasonlat Platón Állam című művében olvasható. A hasonlat a filozófus két-világ elméletét hivatott bemutatni. E teória azt mondja ki, hogy a változatlan ideák világa a múlékony ideák fölé rendelt. Az első világ a valóságosan létező világ, a testi világ mind etikailag, mind ontológiailag az ideák birodalmának alá van rendelve. A testi világ a létét csupán a létező világból való részesedéseként (méthexis) nyeri, azaz az anyagi dolgok úgy függnek az ideáktól, mint az árnyék egy anyagi testtől.

## A vonalhasonlat

A „vonalhasonlat”

A vonalhasonlatban Platón a világot kétszer két területre osztotta fel:
- A látható dolgok világa:
  - közvetetten észlelhető (ilyen az árnyék és a tükörkép);
  - közvetlenül észlelhető (tárgyak, élőlények);
- Kizárólag a szellem számára hozzáférhető világ:
  - a tudományok területei (ilyen például a matematika, amely szemléltető anyagán túllépve szellemi ismeretekhez, általános tételekhez képes eljutni.)
  - az ideák világa, amely a tiszta ész számára minden szemlélettől mentesen hozzáférhető.

A fentiek alapján, Platón  négy  szellemi képességet különböztet meg:
1. ész /belátás  →  ideák
2. értelem /következtető    gondolkodás (dianoia) → matematikai igazságok, tárgyak
3. hit/vélemény → élőlények és tárgyak, azaz az érzéklehető dolgok
4. találgatás/sejtés → képek